# Noven'kaja
Noven'kaja (Новенькая) è un film del 1968 diretto da Pavel Grigor'evič Ljubimov.